# إيملي وونغ
إيملي وونغ (بالصينية: 王歌慧) هي مغنية صينية، ولدت في 10 مايو 1990.

## وصلات خارجية
- الموقع الرسمي